# Japalura luei
Japalura luei eller Diploderma luei är en ödleart som beskrevs av Ota, Chen och Shang 1998. Japalura luei ingår i släktet Japalura och familjen agamer. Inga underarter finns listade i Catalogue of Life.
Arten förekommer i bergstrakter på norra Taiwan. Den hittades ursprungligen vid 1950 meter över havet.